# Bolesław Witkowski
Bolesław Witkowski (ur. 14 marca 1873 w Wałyczu, zm. ok. 4 listopada 1939 w lesie piaśnickim) – polski duchowny katolicki, proboszcz parafii w Mechowie, dziekan dekanatu puckiego, działacz społeczny i polityczny okresu zaborów i II Rzeczypospolitej, poseł na Sejm Ustawodawczy, ofiara zbrodni w Piaśnicy.

## Młodość
Urodził się 14 marca 1873 w Wałyczu k. Wąbrzeźna. Uczęszczał do Collegium Marianum w Pelplinie, a następnie do gimnazjum w Chełmnie. Po zakończeniu nauki w szkole średniej wstąpił do seminarium duchownego w Pelplinie, gdzie ukończył studia teologiczne. 23 czerwca 1895 odebrał święcenia kapłańskie. Przez następne 10 lat pełnił posługę kapłańską jako wikariusz i administrator.

## Działalność społeczna i polityczna w okresie zaborów i II RP
W 1905 roku ks. Witkowski objął probostwo parafii w Mechowie. Wkrótce dał się poznać jako aktywny społecznik i zdecydowany przeciwnik germanizacji. Zasłynął także jako skuteczny zielarz.
Na terenie powiatu puckiego ks. Witkowski zorganizował piętnaście placówek Czytelni Ludowych oraz liczne kółka rolnicze. Zainicjował utworzenie polskiego Banku Ludowego w Pucku (1907), a następnie wszedł w skład jego pierwszego zarządu. Był także założycielem i prezesem Towarzystwa Rolniczego w powiecie puckim. Starał się przeciwdziałać przejmowaniu polskich gospodarstw przez Niemców. Aktywna działalność społeczno-polityczna, a także talenty kaznodziejskie, zyskały mu szybko dużą popularność wśród miejscowej ludności kaszubskiej. W latach 1913–1918 ks. Witkowski był posłem na Sejm Pruski z okręgu Wejherowo-Puck-Kartuzy (z ramienia listy polskiej). Występował wówczas wielokrotnie w obronie praw narodowościowych i gospodarczych ludności polskiej. Po wybuchu rewolucji w Niemczech został prezesem Rady Ludowej na powiat pucki (1919).
Po odzyskaniu przez Polskę niepodległości kontynuował działalność społeczno-polityczną. Był posłem na Sejm Ustawodawczy z ramienia Związku Ludowo-Narodowego (1920–1922). W latach 1920–1930 był także członkiem wydziału powiatowego i zastępcą starosty puckiego. Ponadto pełnił funkcję dziekana dekanatu puckiego oraz piastował godność kanonika honorowego Kapituły Chełmińskiej w Pelplinie. 2 maja 1923 został odznaczony Krzyżem Oficerskim Orderu Odrodzenia Polski, którym w 1924 udekorował go przebywający z wizytą w Gdyni prezydent Stanisław Wojciechowski.

## Aresztowanie i śmierć
Po rozpoczęciu niemieckiej okupacji ks. Witkowski stał się jedną z pierwszych ofiar operacji „etnicznego oczyszczania przedpola”. Został aresztowany 23 września 1939 pod zarzutem rozpowszechniania pogłosek o rzekomym przełamaniu przez aliantów niemieckiego Wału Zachodniego. Był przetrzymywany w więzieniu w Wejherowie. W nocy z 4 na 5 listopada 1939 został wraz z grupą skazańców wywieziony na stracenie do lasów piaśnickich. Świadkiem jego śmierci była Elżbieta Ellwart (mieszkanka jednej z pobliskich wsi, która idąc leśnym skrótem trafiła przypadkiem na miejsce kaźni). Zeznała ona po wojnie, iż widziała na własne oczy zwłoki ks. Witkowskiego powieszone na jednym z drzew. Proboszcz miał być ubrany w długie szaty liturgiczne, które Niemcy kazali mu założyć podczas aresztowania. Jego ciała nigdy nie odnaleziono. Prawdopodobnie zostało spalone podczas akcji zacierania śladów zbrodni, prowadzonej przez Niemców latem 1944 roku.